# Centralna Szkoła Mechaników Lotniczych w Bydgoszczy
Centralna Szkoła Mechaników Lotniczych (CSML) – placówka szkolnictwa wojskowego II Rzeczypospolitej, istniejąca w latach 1922–34 w Bydgoszczy, w 1929 włączona w skład Centrum Wyszkolenia Podoficerów Lotnictwa. 
Szkoła funkcjonowała na bydgoskim lotnisku od 1 września 1922 roku, początkowo jako Szkoła Mechaników Lotnictwa, a od 1924 roku – Centralna Szkoła Mechaników Lotnictwa przy Bydgoskiej Szkole Pilotów. Pierwszym jej komendantem został kpt. inż. Henryk Szpiganowicz. Od 1924 roku Centralna Szkoła Mechaników Lotnictwa stała się jednostką samodzielną, a na jej komendanta powołano mjr. pil. inż. Franciszka Rudnickiego. 10 marca 1927 roku funkcję komendanta objął płk pil. Jerzy Borejsza, który był także komendantem Centralnej Szkoły Podoficerów Pilotów Lotnictwa w Bydgoszczy. W CSML w Bydgoszczy uczono początkowo jedynie mechaników lotniczych – podoficerów dla potrzeb całego lotnictwa w ramach szkolenia Ligi Obrony Powietrznej Państwa. 
W 1929 roku Centralna Szkoła Mechaników Lotniczych została włączona w skład Centrum Wyszkolenia Podoficerów Lotnictwa (CWPL) w Bydgoszczy i została przemianowana na Szkołę Podoficerów Mechaników Lotniczych, a w 1933 na Szkołę Podoficerów Specjalistów Lotnictwa.